# Championnat du Ghana de football 1986
Navigation
Saison précédente Saison suivante
La saison 1986 du Championnat du Ghana de football est la vingt-huitième édition de la première division au Ghana, la Premier League. Elle regroupe, sous forme d'une poule unique, les quatorze meilleures équipes du pays qui se rencontrent deux fois, à domicile et à l'extérieur. En fin de saison, les trois derniers du classement sont relégués et remplacés par les trois meilleures formations de deuxième division.
C'est le club d'Asante Kotoko qui remporte le championnat cette saison après avoir terminé en tête du classement final, avec un seul point d'avance sur Cornerstones Kumasi et deux sur Okwahu United. C'est le treizième titre de champion du Ghana de l'histoire du club.

## Clubs participants
| - Hearts of Oak - Asante Kotoko - Goldfields SC - Promu de D2 - Great Olympics - Real Tamale United - Arnold Warriors FC - Eleven Wise | - Mysterious Dwarfs - Promu de D2 - Boye Sowahs Zebi - Sekondi Hasaacas - Cornerstones Kumasi - Venomous Vipers - Promu de D2 - Holy Stars FC - promu de D2 - Okwahu United |

## Compétition
Le barème de points servant à établir les classements se décompose ainsi :
- Victoire : 2 points
- Match nul : 1 point
- Défaite : 0 point

### Première phase
| Rang | Équipe              | Pts | J  | G  | N  | P  | Bp | Bc | Diff |
| ---- | ------------------- | --- | -- | -- | -- | -- | -- | -- | ---- |
| 1    | Asante Kotoko       | 37  | 26 | 14 | 9  | 3  | 41 | 18 | +23  |
| 2    | Cornerstones Kumasi | 36  | 26 | 12 | 12 | 2  | 37 | 18 | +19  |
| 3    | Okwahu UnitedC      | 35  | 26 | 11 | 13 | 2  | 31 | 11 | +20  |
| 4    | Real Tamale United  | 34  | 26 | 11 | 12 | 3  | 37 | 21 | +16  |
| 5    | Great Olympics      | 27  | 26 | 9  | 9  | 8  | 25 | 23 | +2   |
| 6    | Sekondi Hasaacas    | 27  | 26 | 9  | 9  | 8  | 26 | 26 | 0    |
| 7    | Venomous VipersP    | 26  | 26 | 8  | 10 | 8  | 24 | 22 | +2   |
| 8    | Goldfields SCP      | 25  | 26 | 9  | 7  | 10 | 25 | 28 | -3   |
| 9    | Hearts of Oak SCT   | 23  | 26 | 7  | 9  | 10 | 22 | 23 | -1   |
| 10   | Eleven Wise         | 23  | 26 | 6  | 11 | 9  | 26 | 31 | -5   |
| 11   | Boye Sowahs Zebi    | 22  | 26 | 7  | 8  | 11 | 23 | 26 | -3   |
| 12   | Arnold Warriors FC  | 21  | 26 | 6  | 9  | 11 | 20 | 28 | -8   |
| 13   | Mysterious DwarfsP  | 16  | 26 | 3  | 10 | 13 | 15 | 39 | -24  |
| 14   | Holy Stars FCP      | 12  | 26 | 4  | 4  | 18 | 20 | 50 | -30  |

|  | Qualification pour la Coupe des clubs champions africains 1987                        |
|  | Qualification pour la Coupe des Coupes 1987                                           |
|  | Qualification pour la Coupe de l'UFOA 1987                                            |
|  | Relégation directe en deuxième division                                               |
|  | T : Tenant du titre C : Vainqueur de la Coupe du Ghana P : Promu de deuxième division |

## Bilan de la saison
| Championnat du Ghana de football 1985-1986 |                           |
| Champion                                   | Asante Kotoko (13e titre) |
| Coupes et trophées                         |                           |
| Vainqueur de la Coupe du Ghana 1985-1986   | Okwahu United             |
| Qualifications continentales               |                           |
| Coupe des clubs champions africains 1987   | Asante Kotoko             |
| Coupe des Coupes 1987                      | Okwahu United             |
| Coupe de l'UFOA 1987                       | Cornerstones Kumasi       |
| Promotions et relégations                  |                           |
| Promus en Premier League                   | Roadmasters Tamale        |
| Promus en Premier League                   | Standfast FC              |
| Promus en Premier League                   | Kumapim Star              |
| Relégués en Second League                  | Arnold Warriors FC        |
| Relégués en Second League                  | Mysterious Dwarfs         |
| Relégués en Second League                  | Holy Stars FC             |